# Mohammed ben Abdallah
Sidi (en) Mohammed ben Abdallah, dit ultérieurement Mohammed III (en arabe : محمد الثالث), né vers 1721 à Meknès[réf. nécessaire] et mort le 9 avril 1790 à Rabat, est le sultan alaouite de l'Empire chérifien (Maroc) du 10 novembre 1757 au 9 avril 1790.

## Biographie
Sidi Mohammed ben Abdallah est né vers 1721 et mort le 9 avril 1790. Il est le fils du sultan Moulay Abdallah (1694-1757) et de son épouse une femme de la tribu des Chéraga. Parmi ses fils il a Moulay Yazid ben Mohammed, son préféré, né d'une esclave concubine espagnole (mais qu'il dut désavouer publiquement à la fin de son règne pour avoir pillé la caravane marocaine lors d'un pèlerinage à La Mecque), Moulay Hicham, Moulay Slimane et Moulay Maslama.

## Règne
Après avoir été nommé gouverneur de Marrakech par son père, le sultan Abdallah ben Ismaïl, en 1750, Mohammed ben Abdallah devient sultan du Maroc à la suite de la mort de son père, qui est intervenue le 10 novembre 1757, sans que son intronisation, à Marrakech, ne rencontre d'opposition.
Il met fin à la présence portugaise au Maroc avec la reprise de Mazagan en 1769. Cela aboutit à la signature d'un traité de paix entre les deux royaumes après plusieurs siècles de conflits.
Roi itinérant, il ne choisit pas de capitale particulière, bien qu'il se fasse construire un grand palais à Rabat en 1785, conférant ainsi à cette petite cité le rang de capitale impériale (aux côtés de Fès, Marrakech et Meknès). Il entretient de bons rapports avec toutes les puissances d'Orient et d'Occident. En particulier, il annonce, le 20 décembre 1777, que tous les navires battant pavillon américain peuvent entrer librement dans les ports marocains et fait, par conséquent, du Maroc le premier pays au monde à reconnaître de facto l'indépendance des États-Unis,.
Mohammed III est également considéré comme l'un des pères de la politique maritime moderne du Maroc, qui était encore au XVIIe et au début du XVIIIe siècle tourné vers son hinterland. Il observe le décollage de l'Europe et décide d'ouvrir le commerce de son pays vers ce continent afin de participer à la modernité. Il ordonne donc la construction de grands ports à partir de 1760 (Essaouira, puis Safi, El Jadida, Casablanca). Tout au long de son règne, il conclut également des traités de commerce et navigation avec des pays du Nord, notamment le Danemark dès 1757, puis l'Angleterre (1760), la Suède (1763), Venise (1765), la France et l'Espagne (1767), et enfin les Etats-Unis (1786).

## Décès
Sidi Mohammed ben Abdallah meurt, alors qu'il était déjà « malade et invalide », le 9 avril 1790 à Rabat, lors d'un dernier périple destiné à s'opposer à son fils dissident Moulay Yazid. Ce dernier prend alors sa succession. Sidi Mohammed est enterré dans une qoubba qui est initialement à côté du Dar el-Makhzen, mais fait actuellement partie de l'enceinte du palais royal.

## Mariages, concubines et enfants
Sidi Mohammed était polygame et avait un harem de concubines esclaves. Ses fils par mariage et par des concubines esclaves du harem ont régné après lui. Ses épouses étaient :
- la princesse Lalla Fatima bint Sulaiman, leur mariage eu lieu vers 1740[14], lorsqu'il était encore prince. Elle est sa cousine et son père, Moulay Sulaiman, est soit un fils de Moulay Ismail[15],[16] ou un fils de Moulay Rachid[17]. Lalla Fatima était la première épouse de Sidi Mohammed, ses contemporaines l'appelaient Moulat Ud'Dar (La Dame du palais), elle était tenue en haute estime par le peuple[17]. Ses enfants étaient Moulay Mohammed Ali[14], l'aîné des fils de Sidi Mohammed[15], Moulay Abdelmalik[18], Moulay el-Mamoun[15] (alias Maimun)[19], le sultan Moulay Hicham - il est le père du sultan Moulay Abderrahmane, Lalla Sofia[20], Lalla Loubabah[21] - elle épousa le Chérif Sourour en 1768[22], Lalla Sitt'al'Mulk[23] et Moulay Abdeselam[24] ;

- Lalla Davia, née Marthe Franceschini, elle est corse ou génoise[25] et était une concubine esclave de son harem avant qu'il ne finisse par l'épouser en 1786. Les récits divergent sur ses origines, certains affirment qu'à l'âge de 7 ans, lorsque sa famille fut libérée par le Bey de Tunis, sur le chemin du retour, ils furent capturés par des corsaires marocains et revendus à l'esclavage. Ils sont entrés dans les services de Sidi Mohammed et la famille de Davia a fini par être libérée mais elle a été gardée comme concubine esclave parce qu'elle attira l'attention du sultan[26]. Un autre récit indique qu'avec sa mère, à bord d'un navire de Gênes[25] elles ont fait naufrage sur les côtes marocaines[25], elles devirent captives du sultan et certains ont incité Sidi Mohammed à ordonner que Marthe soit enlevée de force à sa mère[25]. Bien qu'elle n'avait que 8 ans, elle fut retenue comme sa concubine esclave[25]. En 1789, le docteur Lampriere rapporte qu'elle était l'épouse préférée de Sidi Mohammed[25]. Ils eurent un fils, Moulay Ibrahim[15].

Les noms complets des autres épouses de Sidi Mohammed ne sont pas enregistrés, seulement partiellement leur nom de famille en indiquant de quelle tribu elles sont originaires. Les autres épouses de Sidi Mohammed étaient :
- une femme Howariya des Howara du Saïss[15], leur date de mariage est inconnue. Son fils était Moulay Abderrahmane[15] ;
- une femme de la tribu Ahlaf[15], leur date de mariage est inconnue. Ses fils étaient Moulay Hassan[15] et Moulay Omar[15] ;
- une femme de la famille Elfeth de Rabat[15], leur date de mariage est inconnue. Son fils était Moulay Abdelouahed[15] ;
- une autre femme de la tribu Ahlaf[15], leur mariage eu lieu vers 1765. Ses fils étaient le sultan Moulay Slimane[15], Moulay Ettayeb[15] et Moulay Moussa[15] ;
- une troisième femme de la tribu Ahlaf[15], leur date de mariage est inconnue. Ses fils étaient un autre Moulay Hassan[15] et Moulay Abdelqader[15] ;
- une femme de la tribu Beni Hsen[15], leur date de mariage est inconnue. Son fils était Moulay Abdallah[15].

Le sultan Sidi Mohammed III avait un harem de concubines esclaves, celles retenues par la postérité sont :
- Elizabeth Marsh, elle est une captive anglaise qui en 1756 est vendue au harem de Sidi Mohammed. Elle l'aurait beaucoup détesté et aurait adopté envers lui un comportement détestable pour que cela dissipe son intérêt pour elle et qu'il l'affranchise. À la fin, Sidi Mohammed lui accorde à contrecœur la liberté et la permission de quitter le pays[27] ;

- une captive espagnole[15], surnommée Lalla Sargetta[28] et souvent confondue comme anglaise[28],[29]. A son entrée au harem il est probable qu'elle fut renommée Shéhérazade[30], même si parmi les épouses de Sidi Mohammed d'autres sources attribuent ce nom à la mère du sultan Moulay Slimane[31]. Elle était la favorite de Sidi Mohammed qui aurait fini par l'épouser[29]. Ses fils étaient le sultan Moulay Yazid[15],[28] et Moulay Moslama[15],[28] ;

- Helen Gloag, son récit biographique et le fait qu'elle ait un jour vécu au Maroc sont remis en question[32]. Cependant, son récit relate qu'elle est une captive écossaise qui en 1769[33] fut achetée à Alger[33] par un riche marocain qui voulait l'offrir au sultan pour gagner sa faveur[33]. En tant que concubine esclave du harem, elle a immédiatement attiré l'attention de Sidi Mohammed[33] et est devenue sa favorite[33]. Des sources précisent même qu'il a fini par l'épouser[32]. Ils eurent deux fils, qui ont été assassinés par Moulay Yazid après son ascension au trône[33]. Mais malgré cette biographie, il y a un doute sur le fait qu'elle ait vraiment résidé au Maroc car le docteur William Lempriere, qui a reçu l'autorisation de visiter le harem de Sidi Mohammed en 1789, n'a relaté aucune présence d'une concubine esclave ou d'une épouse écossaise nommée Helen[34].

## Théologie
Sidi Mohammed, également connu sous le nom de Mohammed ben Abdallah ben Ismail, est un homme pieux et fervent. Bien qu'il ait été un adepte de l'école de jurisprudence malikite, il est également conscient de l'expansion du mouvement wahhabite dans la péninsule arabique, soutenu par la famille Al Saoud. Il est intéressé par les enseignements wahhabites et est cité en disant : « Je suis malikite dans la jurisprudence et "hanbalite" de croyance ». Son enthousiasme religieux l'a poussé à détruire les livres qui accommodent la religion et ayant un lien avec le dogme acharite, et à détruire les encoignures (lieux de prières des soufis). Cependant, il doit néanmoins composer avec la pression constante des savants acharites, influents au sein de son empire, il fut donc contraint de ne pas modifier de manière significative le paysage islamique du Maroc.

### Note
1. ↑  Toutes les ressources de la section Bibliographie indiquent la forme Abdallah ou variantes, pas la forme Abdellah ou variantes  (consulté le 9 octobre 2015) ; pour la signification de Abdallah, voir Abd et Allah.